# محمد کوچک‌پور کپورچالی
محمد کوچک‌پور کپورچالی (زادهٔ ۱۳۳۴ در روستای کپورچال شهرستان بندر انزلی) از عکاسان ایرانی است.

## پیشینه
محمد کوچک‌پور کپورچالی زادهٔ ۱۳۳۴ در روستای کپورچال شهرستان بندر انزلی، از عکاسان طبیعت گرای ایرانی است. وی در سال ۱۳۶۲ با یک دستگاه دوربین عکاسی ابتدایی به نام FD۵ روسی و بدون آنکه هیچ گونه آموزشی دیده باشد، با عکاسی از طبیعت کار خود را آغاز نمود. پس از مدتی کوتاه سوژه عکاسی و آثار وی به طبیعت، موضوعات اجتماعی, زندگی جنگل نشینان، کوچ، آداب و سنن و صحنه‌هایی از زندگی مردم  را که با طبیعت عجین بود، بدل شد.سپس با استفاده از تجاربی که از گیلان کسب کرده بود به استان‌های دیگر شامل :
سیستان و بلوچستان، خراسان، گلستان، مازندران، کردستان و کرمانشاه هم سفر کرد و از سنت‌ها و چهره‌ها، نوع پوشاک و کار و طبیعت این استان‌ها عکاسی نمود.
وی در مدت ۲۲ سال تلاش بیش از یکصد هزار قطعه عکس به همراه ده هزار اسلاید ۱۳۵, سه هزار اسلاید ۱۲۰ و ۴۴ حلقه فیلم ویدئویی بدیع و استثنایی از طبیعت، جنگل، آئین ها، آداب و رسوم مردمی و سنت‌ها و معماری گرفته و آن‌ها را در آرشیو شخصی خود نگهداری می‌کند.
عکس‌های وی در ۱۳۵ نمایشگاه انفرادی به نمایش گذاشته شده‌است.
سوژه عکس‌های وی گرچه متمرکز بر طبیعت، جنگل نشینان و جنگل است، ولی بازتاب آن‌ها دارای مضامین اجتماعی و سیاسی است. وی یکی از معدود عکاسانی است که برای هریک از عکس‌های خود قصه و پیشینه‌ای دارد و مردمانی که سوژه‌های عکس او بوده‌اند را تا به امروز دنبال می‌کند.
سوژه عکس‌های کوچکپور عمدتا دختران، زنان و مردان جنگلی و روستایی هستند که فارغ از سن یا نژاد، محرومیت، مهربانی و آیین‌های فراموش شده نیاکان خود را فریاد می زنند. عکس‌های کوچکپور آمیخته در رنگ است.
در دی ماه ۱۳۹۶ مراسم نکوداشت محمد کوچکپور توسط دوستداران وی در بندرانزلی برگزار گردید ولی بیلبوردهای مربوط به این مراسم توسط برخی از افراد محلی که دیدگاه متفاوتی با عکاس داشتند، از سطح شهر پایین کشیده شد.
در سال ۱۳۹۶ چند قطعه عکس وی در یک حراجی برای امور خیریه به مبلغ گزافی به فروش رسید.
همچنین یکی از عکس‌های اهدایی وی توسط فاطمه هاشمی در برنامه دورهمی به موزه دورهمی برای فروش و صرف در امور خیریه اهدا شد.

## نمایشگاه‌ها

### داخلی
- گیلان - بندر انزلی - مهرماه ۱۳۶۷
- گیلان - بندر انزلی - بهمن۱۳۶۷
- گیلان - بندر انزلی- بهمن۱۳۶۸
- گیلان - رشت - اسفند ۱۳۶۹
- گیلان - بندر انزلی سینما گلسرخ ۱۳۷۰
- گیلان - رشت - زلزله رودبار و منجیل- خرداد ۱۳۷۰
- گیلان - رودبار - زلزله گیلان- تیر ۱۳۷۰
- تهران - گالری گلستان- بهار۱۳۷۰
- تهران - گالری گلستان - فروردین۱۳۷۲
- سنندج - دانشگاه کردستان- آذر۱۳۷۳
- فارس - شیراز - نگارخانه وصال - آبان ۱۳۷۳
- تهران -گالری گلستان- اسفند۱۳۷۳
- گیلان - بندر انزلی - سینما گلسرخ - مرداد۱۳۷۵
- تهران - گالری گلستان- شهریور۱۳۷۶
- تهران - دانشگاه الزهراء- اردیبهشت۱۳۸۲
- تهران - فرهنگسرای شفق- اردیبهشت۱۳۸۲
- گیلان - دانشکده فنی پردیس چوکا - وابسته به دانشگاه تهران - خرداد و مهر ۱۳۸۲
- کتابخانه مرکزی دانشگاه تهران - آذر۱۳۸۲

### خارجی
- کلن آلمان - سال۱۹۹۸
- کشور سوئد- با همکاری انجمن یاری و مؤسسه آفریقا و آسیا دانشگاه ایسالا و یوتوبری

و استکهلم- سال۲۰۰۲
- لبنان - با همکاری دانشگاه تهران- اردیبهشت۱۳۸۳
- ایتالیا - 2008

## جوایز
- تندیس بلورین و لوح تقدیر از نخستین جشنواره «فرهنگ ایران زمین» - گیلان - رشت اردیبهشت ۱۳۸۳
- برندهٔ چهار مسابقهٔ عکاسی آسیا و اقیانوسیه یونسکو در ژاپن تحت عناوین:

الف - مراسم سنتی در زندگی مردم آسیا و اقیانوسیه با عکس تاکا (پیک بهار) ۱۹۸۹ 
ب - بشنو از نی (عشق موسیقی) با جایزه ویژه- سال ۱۹۹۰
پ - آموزش برای همه (با عکس سراپا گوش) سال ۱۹۹۱ 
ت - ورزش سال ۱۹۹۶
- برنده دو دوره مسابقه عکاسی بین‌المللی شانگهای چین با عکس‌های:

الف - هنر و زندگی - سال ۱۹۹۱
ب - زندگی - سال ۱۹۹۶
- برنده سه دوره مسابقهٔ عکاسی جهانی آساهی شیمبون ژاپن به همراه مدالیون طلا - سال‌های ۱۹۹۰، ۱۹۹۵، ۱۹۹۸
- برنده جایزه از انجمن بین‌المللی خلاق انگلستان به همراه مدال برنز فیاپ عکاسی آمریکا ۱۹۹۲
- برنده در مسابقه عکاسی بین‌المللی خانه فرهنگ بلژیک - با عکس بهداشت سال ۲۰۰۳
- برنده جایزه از نمایشگاه بی المللی عکس انسانیت کشور چین - با عنوان «جشن عروسی» در بخش «زندگی روزمره» ۲۰۰۴